# Maurik (gemeente)
Maurik is een voormalige gemeente in de Nederlandse provincie Gelderland. De gemeente lag in de Betuwe tussen Tiel en Wijk bij Duurstede. 
De gemeente Maurik is op 1 januari 1999 opgeheven en opgegaan in de gemeente Buren. Tot deze gemeente hoorden de dorpen Eck en Wiel, Maurik, Ravenswaaij en Rijswijk. Maurik was een zelfstandige gemeente van 1811 tot 1999. Tijdens de periode 1811-1817 behoorde ook het dorp Ingen tot de gemeente. 
Maurik was in februari 1995 onderdeel van de evacuatie van het Rivierenland vanwege de extreem hoge waterstand in de rivieren en de daardoor dreigende dijkdoorbraken. De Betuwe bleef uiteindelijk droog, maar pas na enkele weken konden de bewoners terugkeren naar hun huizen.
Het voormalige gemeentehuis staat in de Raadhuisstraat in Maurik en deed tot 2008 dienst als restaurant.